# Montagut i Oix
Montagut i Oix is een gemeente in de Spaanse provincie Girona in de regio Catalonië met een oppervlakte van 93 km². Montagut i Oix telt 929 inwoners (1 januari 2016).

## Demografische ontwikkeling
Bron: INE, 1857-2011: volkstellingen
Opm.: In 1857 werd de gemeente Torallas aangehecht; in 1972 werd de gemeente Oix aangehecht